# Джакар

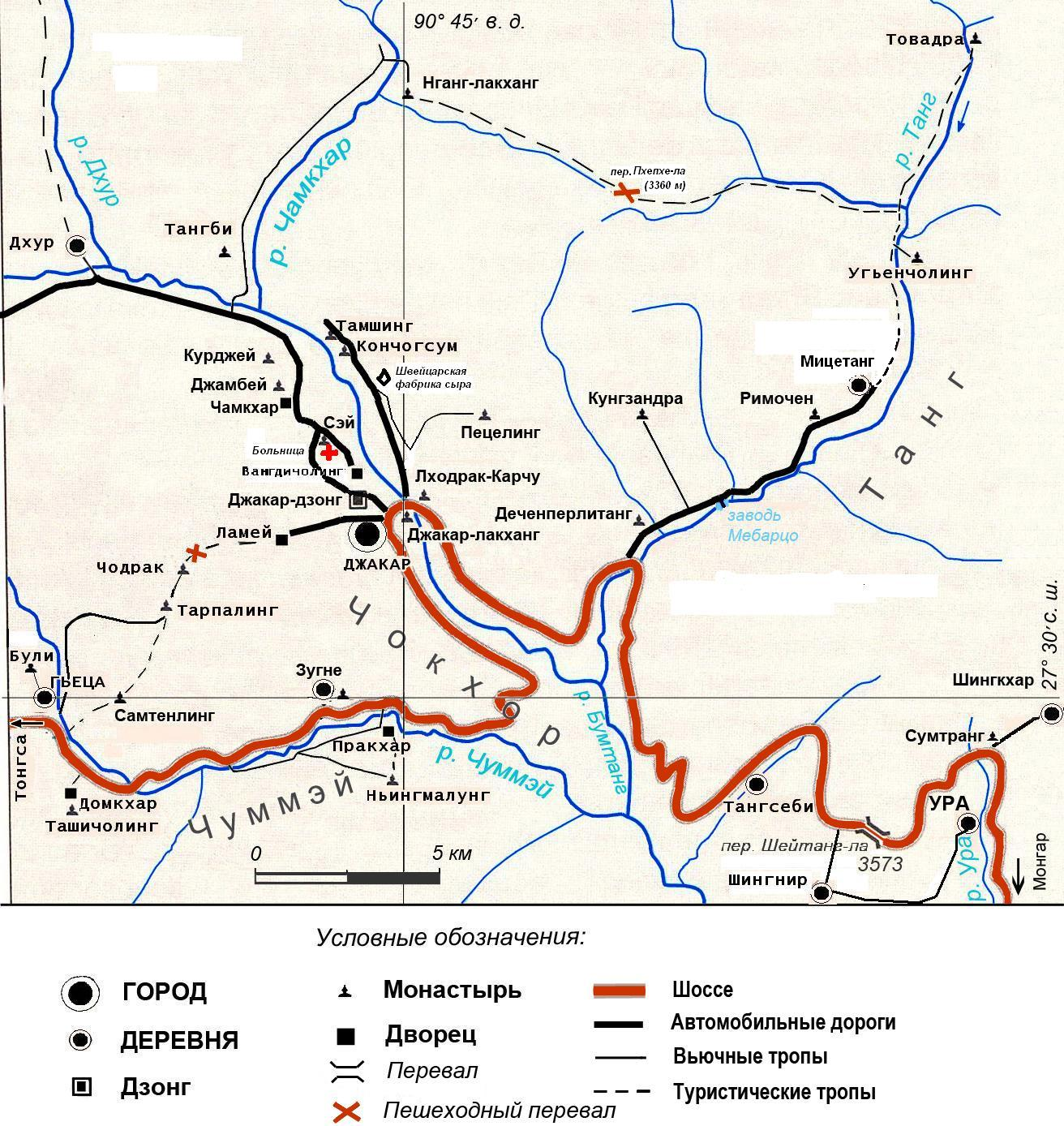
Карта центральной части Бумтанга

Джакар (Бьякар, дзонг-кэ བྱ་དཀར།, вайли Bya-kar, лат. byakar) — небольшой город в северной части восточного Бутана. Административный центр провинции Бумтанг. Город разбросан, к нему относится центр (собственно Джакар), отдельные поселения, замок Джакар-дзонг, построенный в 1667 году, несколько монастырей и прилегающих посёлков.  С давних времён город Джакар-дзонг являлся столицей исторической провинции Бумтанг.
Город знаменит буддийскими монастырями. Наиболее известный — Курджей-лакханг, в котором находится отпечаток тела Гуру Ринпоче, и Джамбей-лакханг, который был создан царём Тибета Сонгцен Гампо.
К Джакару относится буддийский университет Лодрак-Карчу.
Джакар находится при входе в долину Чокхор, в которой расположено большое количество монастырей и достопримечательных мест Бумтанга, эта долина открыта для туризма.
Город знаменит также резьбой по дереву.

## Достопримечательности

### Город и ближайшие пригороды
- Центр города, храм и торговые ряды в стиле бумтангской архитектуры, с резьбой по дереву
- Храм Джакар-лакханг в самом центре города (27°32′58″ с. ш. 90°45′13″ в. д.HGЯO)
- Крепость Джакар-дзонг на окраине города Джакар.

### На небольшом удалении от города
- Бывший королевский дворец Ламей-гомпа, переданный лесному управлению.
- Дворец Вандичходинг на окраине города.
- Храм Джамбей-лакханг, один из самых старых храмов Бутана, построенный царём Тибета Сонгценом Гампо в VII веке, одновременно с храмом Кьичу-лакханг в Паро.
- Монастырь Курджей-лакханг, в котором хранится отпечаток тела Падмасамбхавы, девятого века
- Монастырь Тамшинг-лакханг буддийской школы Ньингма, один из самых важных ньингмапийских монастырей Бутана
- Монастырь Кончогсум-лакханг буддийской школы Ньингма, XIII веку, в 300 м к югу от Тамшинг-лакханг, который оборудовал Пема Лингпа
- Монастырь Тангби-лакханг XV века. Расположен за рекой. Первоначально принадлежал школе Карма Кагью, однако Пема Лингпа смог его отобрать.

## Фотогалерея

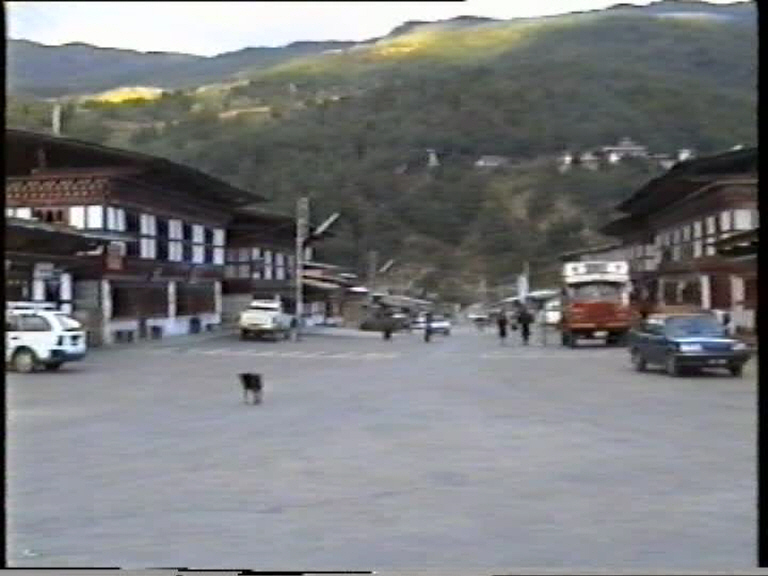
Центр города Джакар
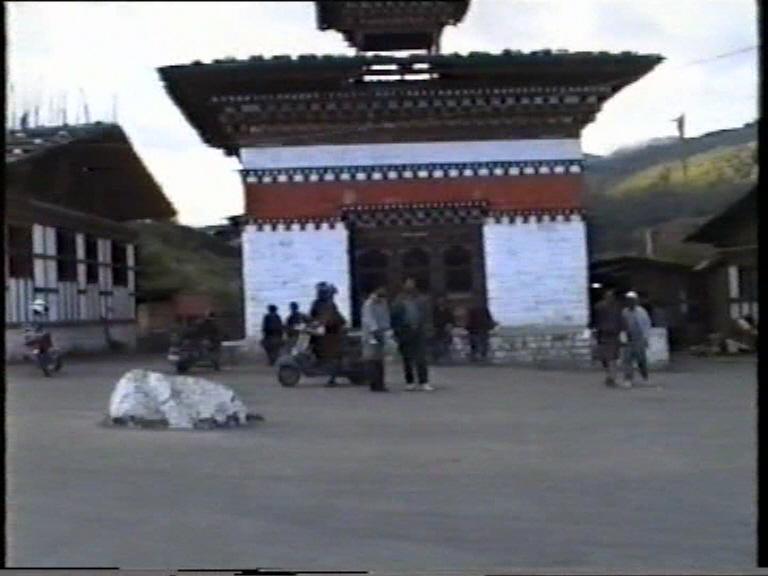
Храм Джакар-лакханг в центре города
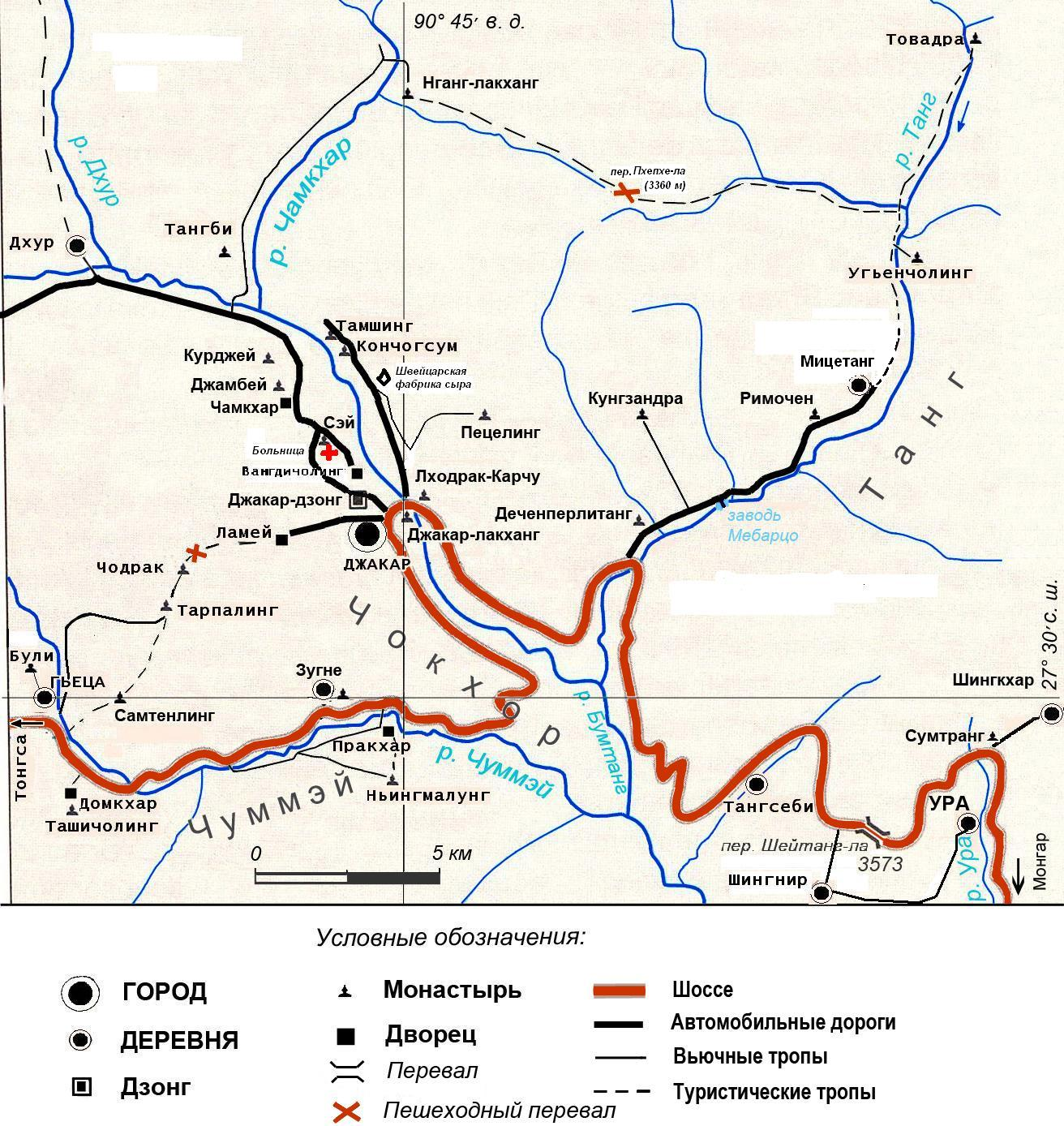
Карта центральной части Бумтанга